# Offshore Music
Offshore Music ist ein Schweizer Plattenlabel mit Sitz in Zürich.

## Arbeitsfeld
Offshore Music veröffentlicht Ton- und Bildtonträger (vorwiegend Download Bundles und Singles, aber auch CDs, früher ebenso Vinyls) aus den Segmenten Dance, Trance, House und Pop, welche dann über verschiedene Distributoren und Handelspartner international vermarktet werden. Das Label gehört zum Schweizer Musikverlag Andy Prinz Publishing, welches seit Januar 2008 weltweit von Sony/ATV Germany exklusiv co-verlegt wird.
Das Label arbeitet eng mit der Clubszene, den DJs und Event Organisatoren (z. B. Street Parade) zusammen. Des Weiteren verfügt das Label über einen übergeordneten Musikverlag, wie auch über ein eigenes Tonstudio zwecks Musikproduktionen und Audio-Mastering.
Veröffentlicht werden primär Kopplungen (Compilations) und Künstler-Alben (z. B. York, Andy Prinz oder Asheni). Ausserdem führt Offshore Music für Majors auch die Clearing-Prozesse für Compilations (Lizenzen, Mixing, Editing und Mastering) durch, unter anderem für die Friends of Street Parade - The Official Compilation 2006. Zu diesem Event hat das labelinterne Produzenten-Team auch die offizielle Hymne namens "Move your mind" beigesteuert.
Zu den Hauptkünstlern des Labels und Verlags gehören namhafte Produzenten wie Torsten Stenzel (York, Sakin & Friends, Asheni), Andy Prinz (Astura, Ayion, DJ Tatana) und Aly & Fila, welche labelseitig durch einen Buy-Out seit März 2010 zur Armada Music Familie gehören. Aly & Fila werden weiterhin in Zusammenarbeit mit Sony/ATV durch Andy Prinz Publishing verlegt.
Singles werden seit 2008 nur noch digital veröffentlicht. In der Anfangsphase des Labels wurden auch Vinyls hergestellt und via Music Mail vertrieben. Etliche Titel, vorwiegend von Aly & Fila, wurden auch an Labels wie Armada sublizenziert.
Zu den erfolgreichsten Künstlern von Offshore Music zählen der Schweizer Produzent und Komponist Andy Prinz sowie das ägyptische Trance-Duo Aly & Fila, welches 2008 in der DJ Mag Top 100 DJs-Wahl Platz 31 erreichte, 2009 bereits Platz 22.
Das 2009 gegründete Trance-Sublabel FSOE Recordings (nach der gleichnamigen Radio-Sendung Future Sound Of Egypt benannt) wurde im März 2010 von Armada Music komplett übernommen.
Seit dieser Übernahme konzentriert sich Andy Prinz Publishing vorwiegend auf die Verlagstätigkeit bestehender Künstler wie Aly & Fila, Akesson, Philippe El Sisi, Pulserockerz uvm und auf neue Signings. Des Weiteren werden nach wie vor zahlreiche Aufträge für primär lokale Major Companies wie EMI Music usw. ausgeführt. Dazu gehören Masterings, Compilings, Spot-Produktionen und vieles mehr.
Neuzugänge von Offshore Music sind unter anderem Glamotronik (mit Jill Wick und Devijo), Starseekers, NazB und Pulserockerz.

## Vertriebe
- CDs: ZYX Music, EMI Music Schweiz, SONY Music CH u. a.
- Vinyls: Music Mail Germany (worldwide)
- Digital Releases: iTunes, MyCokeMusic, Musicload, MSN Music, Beatport, Sony-Connect, Dance-Tunes NL, Vonyc.com u. a.

## Unternehmensgeschichte
Offshore Music (IFPI Code LC 13481) wurde im Jahre 2004 vom Schweizer Musikproduzenten Andy Prinz unter Mithilfe der DJs Solid Slide und Greenhead ins Leben gerufen.
Bereits vor der Lancierung des Labels konnten sich einige Künstler durch Eigen- und Fremdproduktionen profilieren. Musikproduzenten wie Andy Prinz oder Torsten Stenzel produzierten zuvor schon für Major Labels wie Sony BMG, Warner oder Universal und für Künstler wie DJ Tatana, DJ Taucher, Sakin & Friends (Hit: "Protect your mind").
Der erste Label Release war die CD Compilation "World in motion - mixed by Greenhead & Timeok (ZYX), die erste Single die Vinyl "It's not over" von Diver & Ace. Bereits ein Jahr später konnte Offshore Music das damals noch relativ unbekannte Produzenten-Duo Aly & Fila aus Aegypten exklusiv verpflichten. Nach einem überaus erfolgreichen Künstleraufbau während sechs Jahren wurden die Trance-Produzenten aus Kairo von Armada Music durch ein Buy-Out komplett übernommen (inkl. des Sub-Labels FSOE Recordings).
Offshore Music, primär unter dem Dachfirmennamen Andy Prinz Publishing, agiert in Zusammenarbeit mit Sony/ATV primär als globaler Verlag.

## Künstler
Zum Artist Roster gehören u. a. folgende Künstler und Projekte:
- York (Torsten Stenzel, Joerg Stenzel, Angela Heldmann, Adrian Zagoritis)
- Astura (Andy Prinz)
- Diver & Ace (DJ Taucher und Torsten Stenzel)
- Lime'n'Dale (Marc Lime & Glen Dale)
- Amazon (Guto Putti)
- Pulserockerz
- Glamotronik (Jill Wick / Devijo)
- Mind One's Vivid (Matthias Max & Verena Roesch)
- Asheni (Angela Heldmann, Torsten Stenzel, Adrian Zagoritis)
- DJ Atmospherik (Robin Bruehlmann, Matthias Hillebrand)
- Saucermen (Matthias Hillebrand und Timothy Kleinert)
- And-E & Mac Lane (Andy Prinz & René Zollinger)
- Ayion (Josi Sterba, Angelo Bott, Andy Prinz)
- DJ Greenhead (Michael Geiseler)
- Timeok (Stefan Ziegler)
- Andy Prinz
- Aly & Fila (Fadi Wassef Naguib & Aly El Sayed Amr Fathalla)
- Friends of Street Parade (Andy Prinz, Alexander Friedrich, Robin Bruehlmann, Mat Hillebrand, Sarah Huber)
- Loco Slickers (Dan Agent & Frequency Jones)
- Starseekers
- Naz B
- Yeniloca (Yeniloca & EduO)
- Kyau & Albert (in Sublizenz)

## Chart-Referenzen
- Astura - Orion's belt (Dutch & UK Dance Charts Top 20)
- Andy Prinz - Distant Horizon (iTunes Dance Charts CH 4)
- DJ Tatana - Words (Swiss Top 5 - Gold awarded)
- DJ Tatana - Superpop (Swiss Top 3 - Platinum awarded)
- DJ Jaro - Turn the night (Swiss Top 100, Viva Dance CH no.1)
- VA - Maxx Tuner Vol.1 (CH Compilation Top 10)
- VA - Maxx Tuner Vol.2 (CH Compilation Top 20)
- VA - Maxx Tuner Vol.3 (CH Compilation Top 15)
- VA - Sonic Vol.7 (CH Compilation Top 20)
- Friends of Street Parade - Move your mind (Swiss Top 30)
- Aly & Fila - Ankh (No.1 Dutch Dance Charts)
- VA - Official Street Parade Compilation 2006 (CH Compilation no.2 - Gold awarded)
- VA - Official Street Parade Compilation 2007
- VA - Official Street Parade Compilation 2008

## CD-Kompilationen
- Wondermilk (mixed by DJ Jaro)
- World in motion (mixed by DJ Greenhead & Timeok)
- The Golden Age (Label Compilation, presented by Offshore & Tilllate.com)
- Maxx Tuner Vol. 1,2,3,4,5
- Sonic Vol. 7 & 8
- Street Parade 2006: The Official Compilation (CH- & Internationale Version)
- Street Parade 2007 & 2008: The Official Compilation
- Street Parade 2009 Trance - mixed by Aly & Fila
- Quest for Trance Vol.1 (CH Edition)
- Infinity 2006